# モーガン郡 (ジョージア州)

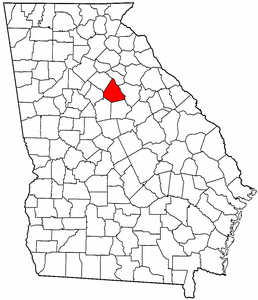

モーガン郡（Morgan County）は、アメリカ合衆国ジョージア州にある郡である。人口は1万8050人（2015年推計）。郡庁所在地はマディソンである。

## 地理
アメリカ合衆国統計局によると、この郡は総面積918 km2 (355 mi2) である。このうち906 km2 (350 mi2) が陸地で13 km2 (5 mi2) が水地域である。総面積の1.40%が水地域となっている。

## 人口動勢
2000年現在の国勢調査で、この郡は人口15,457人、5,558世帯、及び4,301家族が暮らしている。人口密度は17/km2 (44/mi2) である。7/km2 (18/mi2) の平均的な密度に6,128軒の住宅が建っている。この郡の人種的な構成は白人69.69%、アフリカン・アメリカン28.53%、先住民0.14%、アジア0.33%、太平洋諸島系0.01%、その他の人種0.41%、及び混血0.89%である。ここの人口の1.60%はヒスパニックまたはラテン系である。
この郡内の住民は26.60%が18歳未満の未成年、18歳以上24歳以下が7.80%、25歳以上44歳以下が28.70%、45歳以上64歳以下が24.50%、及び65歳以上が12.50%にわたっている。中央値年齢は37歳である。女性100人ごとに対して男性は93.90人である。18歳以上の女性100人ごとに対して男性は89.90人である。
この郡内の世帯ごとの平均的な収入は40,249米ドルであり、家族ごとの平均的な収入は46,146米ドルである。男性は34,634米ドルに対して女性は22,206米ドルの平均的な収入がある。この郡の一人当たりの収入 (per capita income) は18,823米ドルである。人口の10.90%及び家族の8.90%は貧困線以下である。全人口のうち18歳未満の14.10%及び65歳以上の9.60%は貧困線以下の生活を送っている。

## 都市及び町
- ボストウィック (Bostwick)
- バックヘッド (Buckhead)
- マディソン (Madison)
- ラットルエッジ (Rutledge)